# 桂駅
桂駅（かつらえき）は、京都府京都市西京区川島北裏町にある阪急電鉄の駅。駅番号はHK-81。

## 概要
京都本線と嵐山線が乗り入れ、このうち嵐山線は当駅を起点とする。2路線の乗換駅であり、京都本線における京都市内の観光の拠点となっていることから京とれいん雅洛を含めた全営業列車が停車する。
西京区の最大の拠点の1つでもあり、洛西地区へのバスが当駅に多数発着するなどしているため利用者自体も多い。
桂車庫があることや、緩急接続・乗務員交代など運行面でも重要な駅となっている。
阪急電鉄では唯一となる漢字一文字の駅である。

## 歴史
- 1928年（昭和3年）

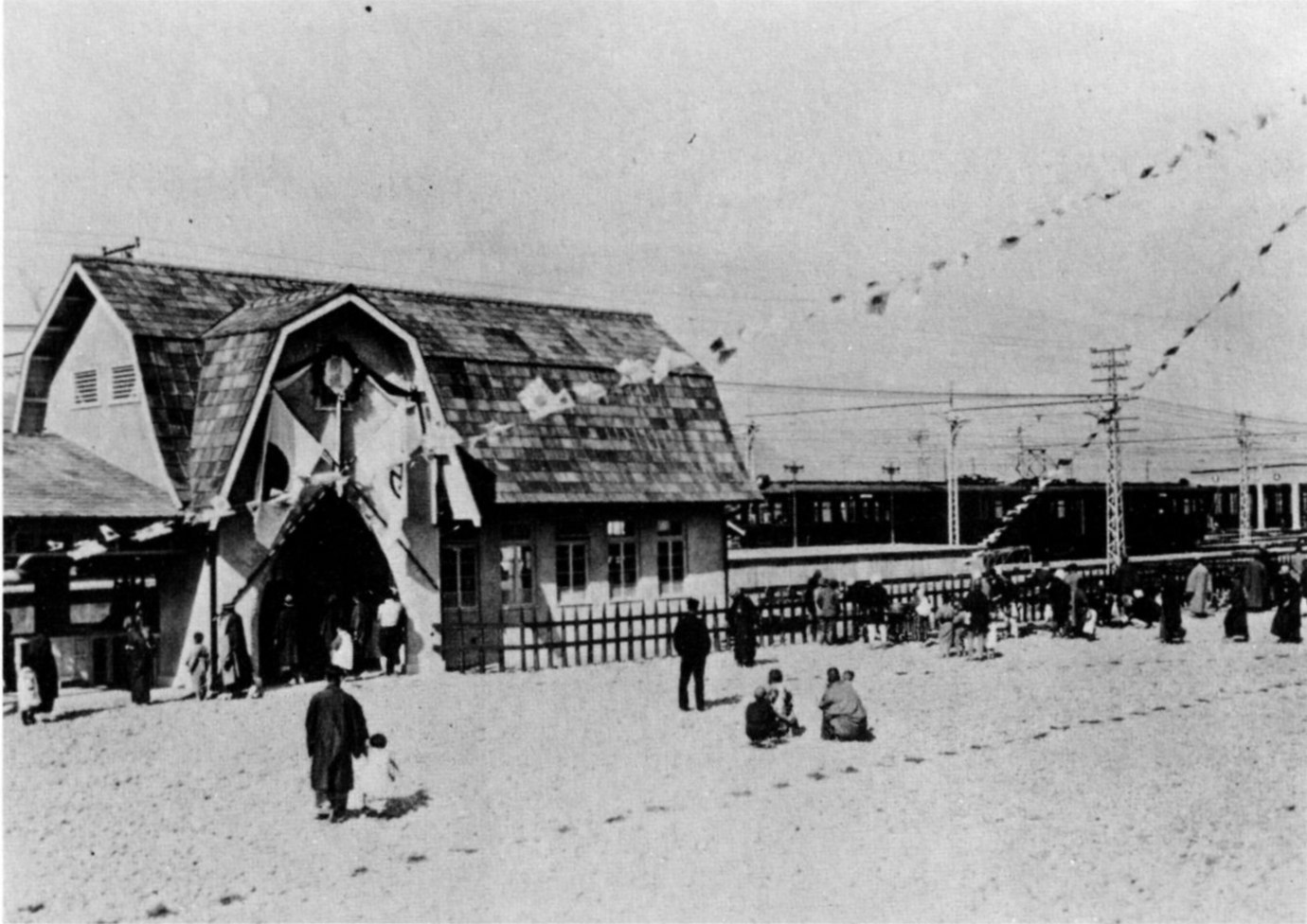
開業当日の桂駅（1928年11月1日）

  - 11月1日：新京阪鉄道の高槻町駅（現在の高槻市駅） - 京都西院駅（現在の西院駅）間開通と同時に開業[2]。
  - 11月9日：嵐山線が開通、乗換駅となる[2]。
- 1930年（昭和5年）9月15日：会社合併により、京阪電気鉄道の駅となる[2]。当駅を含む天神橋駅（現在の天神橋筋六丁目駅） - 京都西院駅間は新京阪線と称される[2]。
- 1943年（昭和18年）10月1日：京阪電気鉄道と阪神急行電鉄との合併により、京阪神急行電鉄の駅となる[2]。
- 1949年（昭和24年）12月1日：新京阪線が京都本線に改称される[2]。
- 1972年（昭和47年）8月：ホーム有効長を160mに延伸[3]。
- 1973年（昭和48年）4月1日：社名変更により、阪急電鉄の駅となる[2]。
- 1983年（昭和58年）12月：下り線の配線が変更される。
- 1984年（昭和59年）6月：上り線・嵐山線の配線が変更される。
- 1985年（昭和60年）
  - 4月28日：橋上駅となる。
  - 11月18日：ダイヤ改正により10両編成の急行を運転開始し、上り列車は当駅で後ろ2両を切り離すようになる。
- 1997年（平成9年）3月2日：快速急行の停車駅となる。
- 2001年（平成13年）3月24日：
  - 茨木市駅・長岡天神駅とともに、特急停車駅となる。
  - 行楽期の「嵯峨野エクスプレス」を廃止し、代わって嵐山線の普通列車の長岡天神駅への延長運転を実施（同年秋以降は実施せず）。
- 2007年（平成19年）3月17日：通勤特急停車駅となり、全営業列車が停車するようになる[4]。
- 2010年（平成22年）3月14日：臨時列車として淡路駅 ‐ 当駅間ノンストップの「快速特急」「直通特急」が設定される。大阪市内から当駅までノンストップの列車の運転は戦後初。
- 2013年（平成25年）12月21日：駅ナンバリングが導入され、使用を開始[5][6]。

## 駅構造
島式3面6線のホームを持つ地上駅で、橋上駅舎を有している。京都本線には2面4線、嵐山線には1面2線が割り当てられており、前者は優等列車の待避が可能。ホーム間連絡専用の地下道が通る。
トイレは改札内横にある。
2010年3月に案内システムが更新され、各ホームの発車案内がLED式に統一された。この更新までは嵐山線ホーム（C・1号線）のものが行灯式（写真を参照）、上りホーム（2・3号線）のものが反転式で、下りホーム（4・5号線）のみLED式であった。
駅東側には駅ビルの『MEW阪急桂』があり、ペデストリアンデッキで直結している。かつては、この駅ビルが建つ場所にもホームがあった（詳しくは後述）。

### 配線図

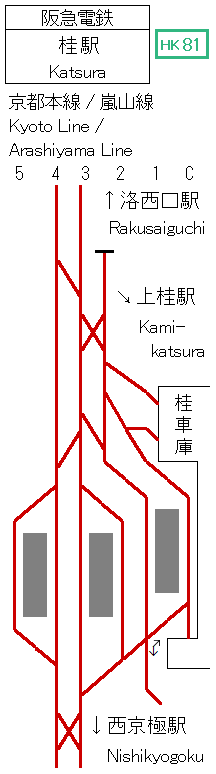
配線図。保線基地は省略

### のりば
| 号線 | 路線      | 方向 | 行先                   | 備考           |
| ---- | --------- | ---- | ---------------------- | -------------- |
| C    | ■京都本線 | 上り | 京都河原町方面         | 早朝の始発列車 |
| C・1 | ■嵐山線   | -    | 嵐山方面               |                |
| 2・3 | ■京都本線 | 上り | 京都河原町方面         |                |
| 4・5 | ■京都本線 | 下り | 大阪梅田・天下茶屋方面 |                |

### 付記事項
- 京都本線は、内側2線（3号線と4号線）が主本線、外側2線（2号線と5号線）が待避線である。
- 正雀工場からの試運転列車は所属を問わず全て当駅で折り返しとなり、折り返し時はC号線を通過してそのまま桂車庫へ入庫する。
- C号線について
  - 桂車庫と直接線路がつながっている。ホームの名称が珍しい英字となっているが、これは車庫線の付番方式にのっとったもので、駅改築（後述）の際に設けられた[1]。
  - 案内上は、対面の1号線と同様に嵐山線のホームとなっており、京都本線から嵐山線へ直通列車が運行される際に入線することがある。普段はもっぱら回送列車の引込線として使用されており、営業列車では早朝の普通京都河原町行き（当駅始発）が数本発車する。

なお、車両交換などの際に、洛西口方にある引き込み線を利用することがあるが、ここを社内ではD号線と呼んでいる。

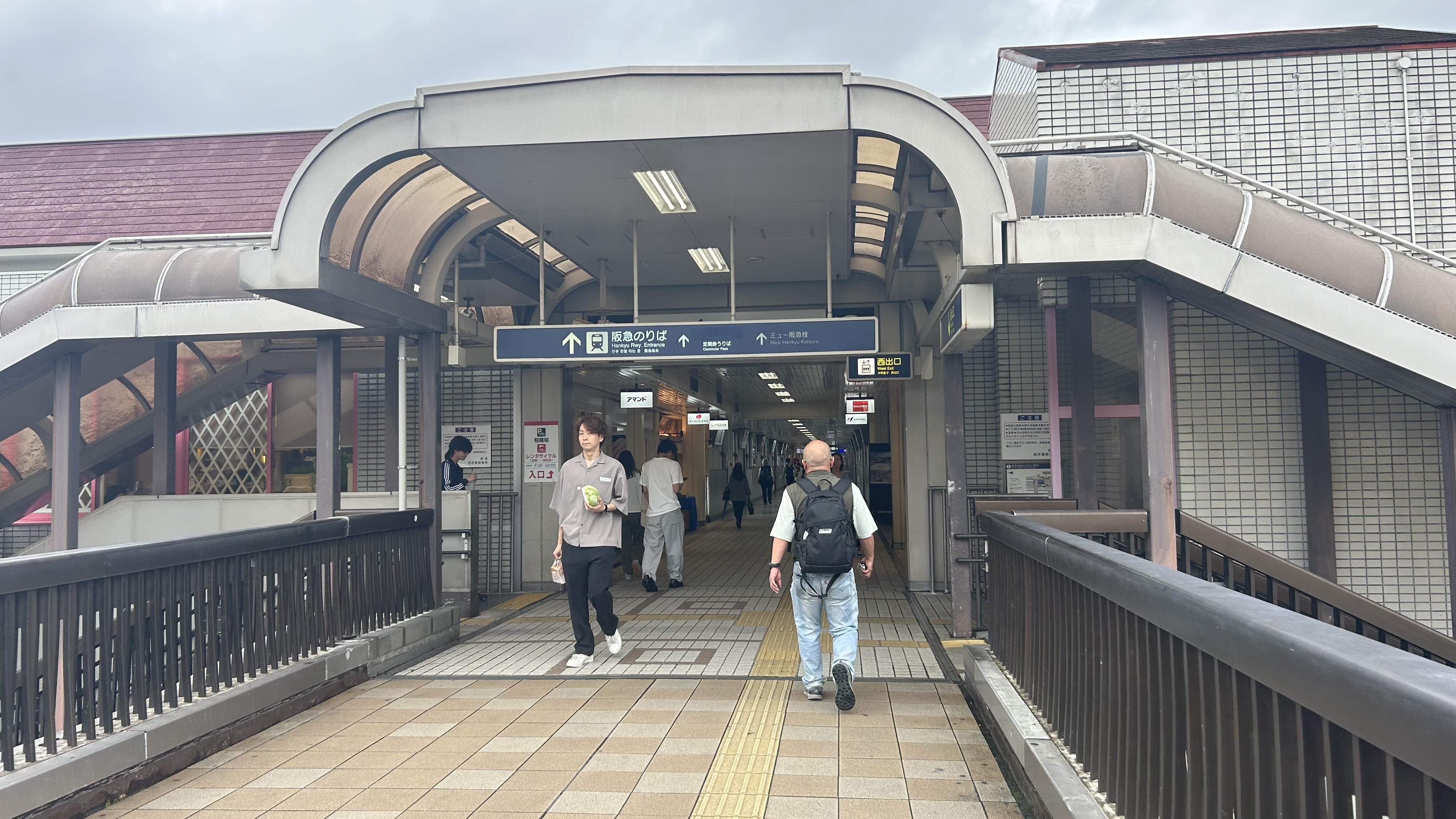
西口
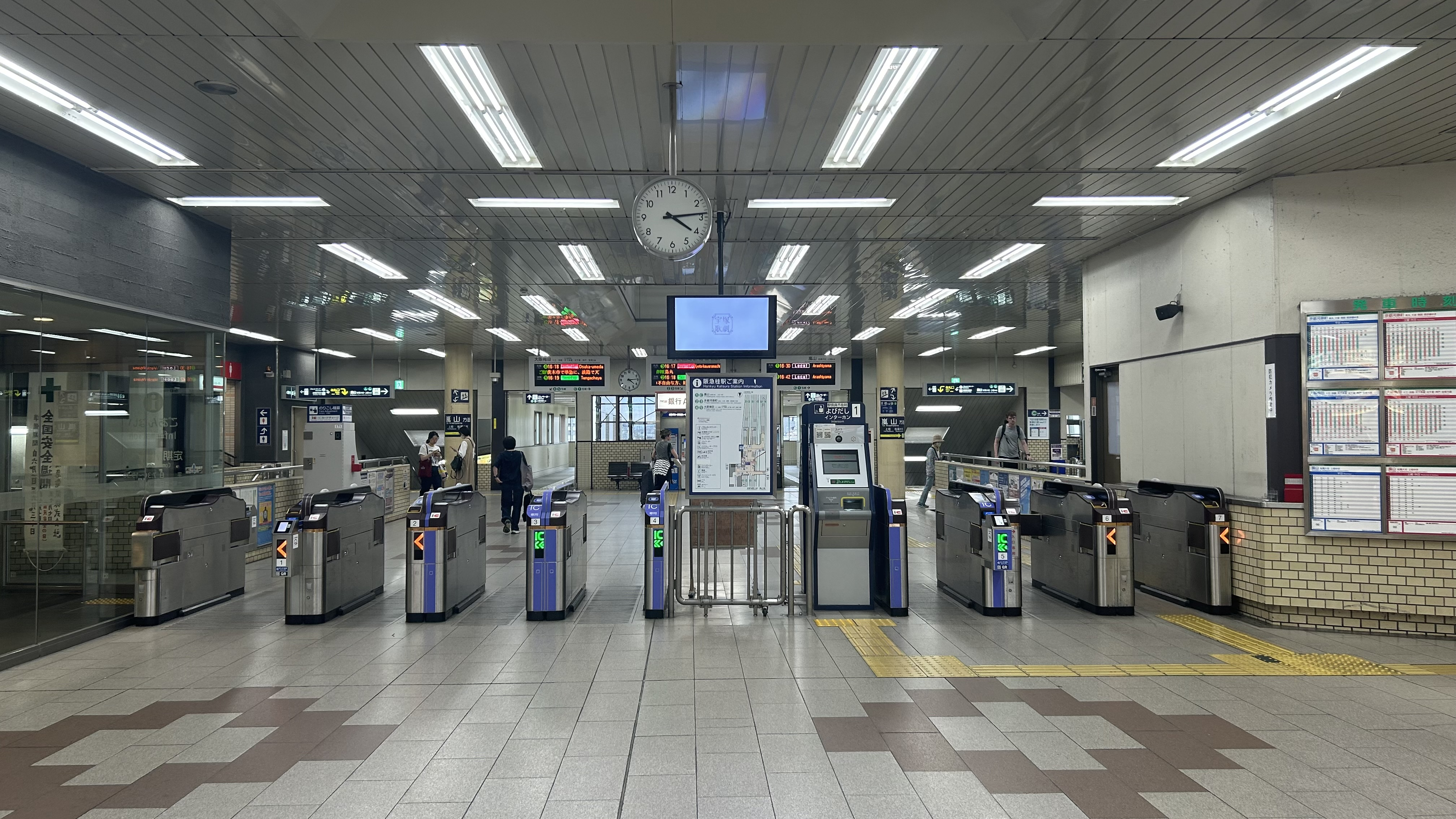
改札口
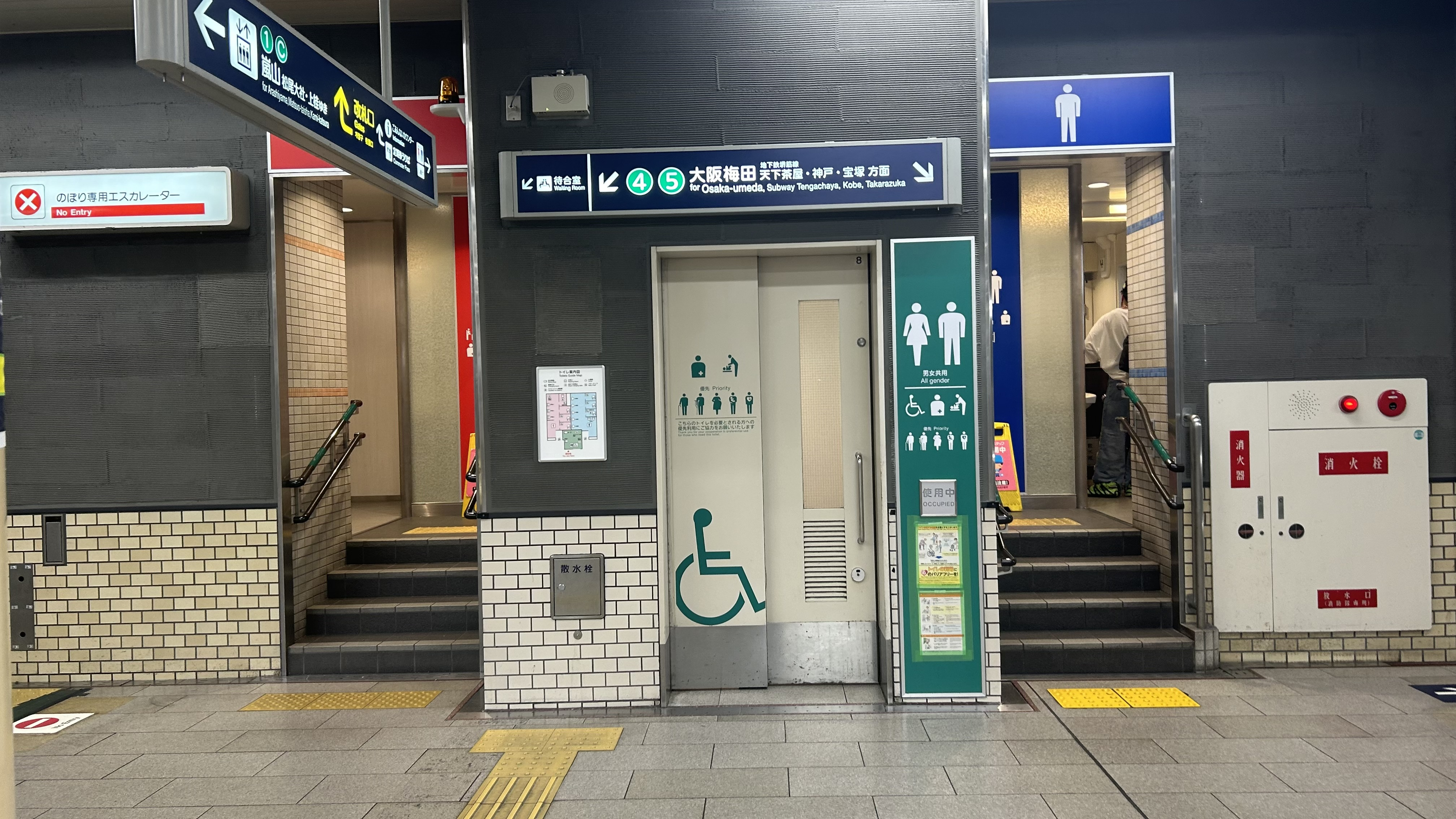
トイレ
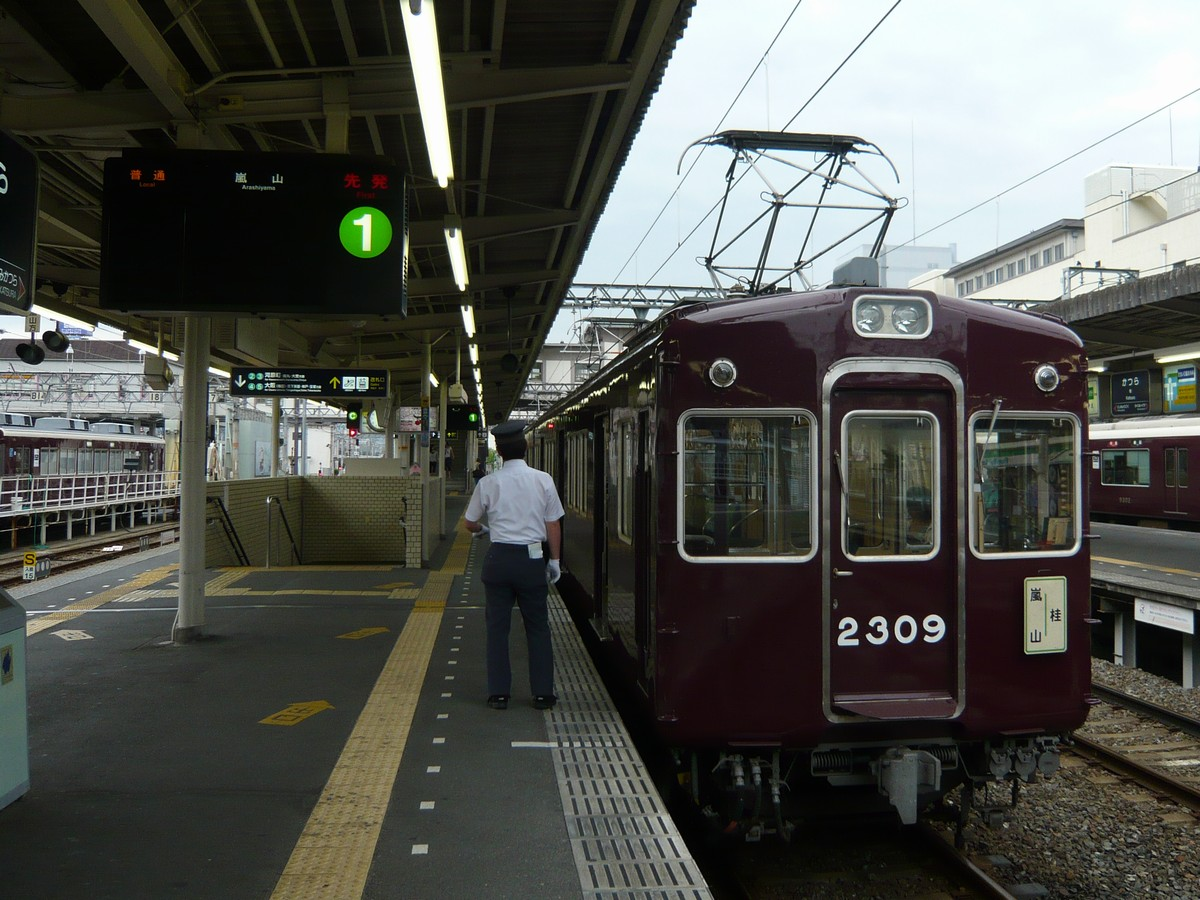
1号線ホームと行灯式発車標（2007年8月）
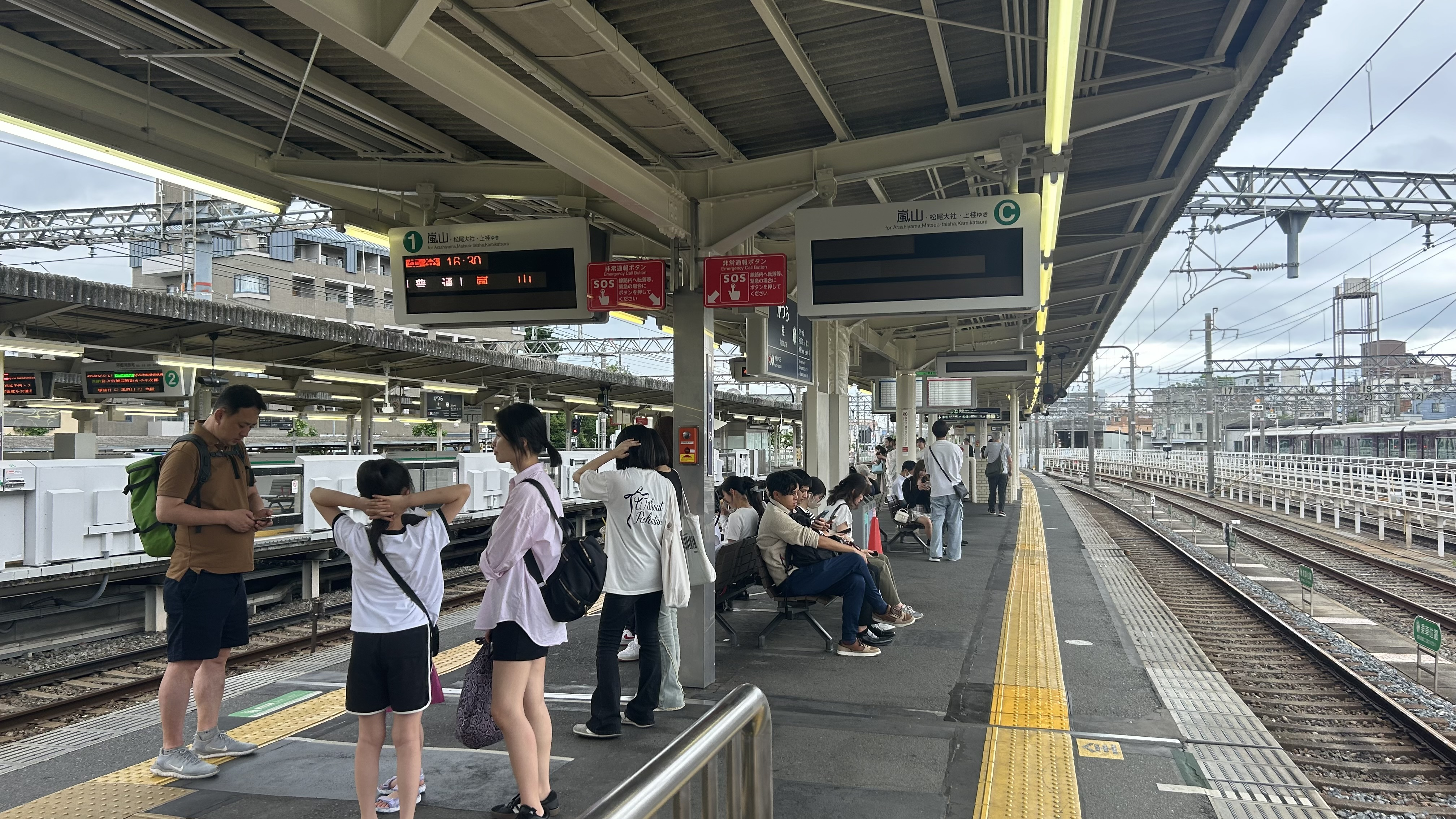
現在の1・C号線ホーム
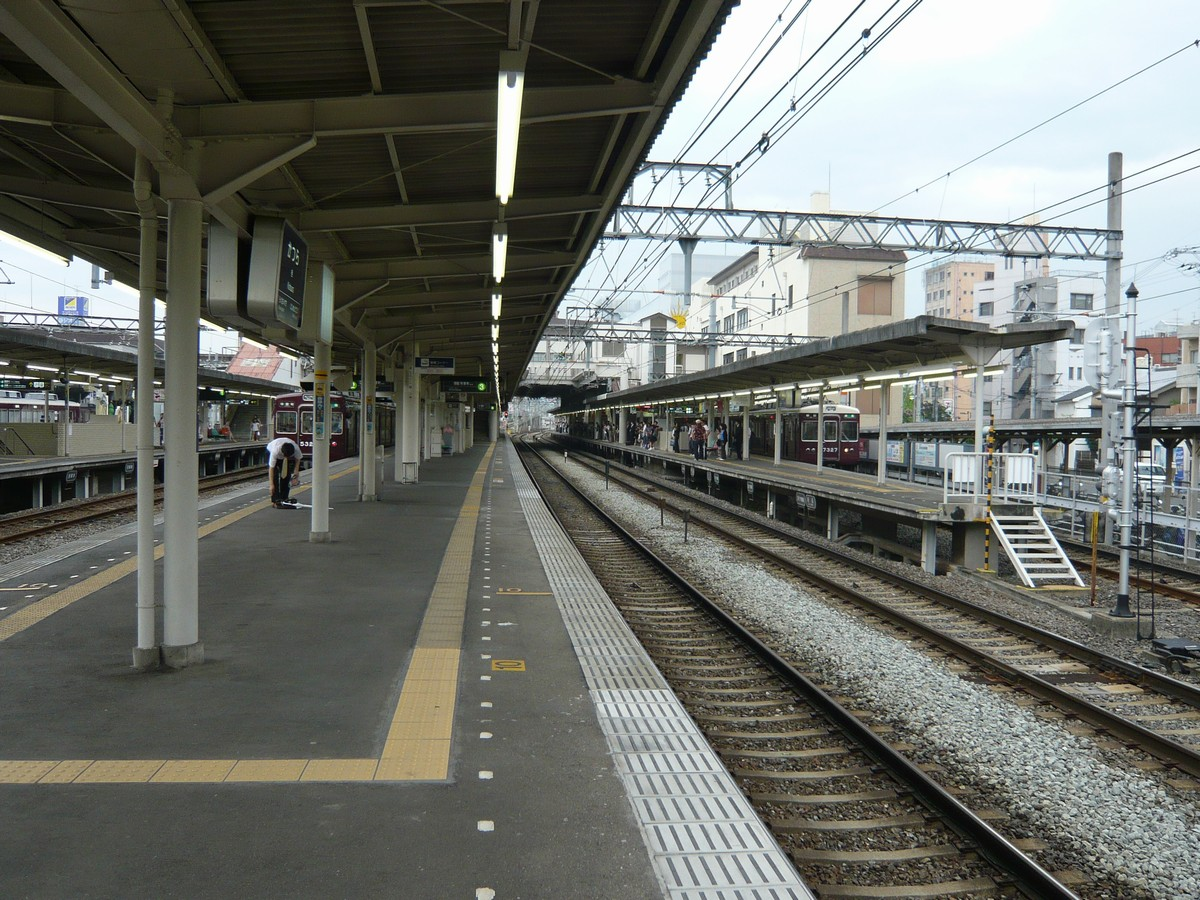
ホーム柵設置前の京都線ホーム（2007年8月）
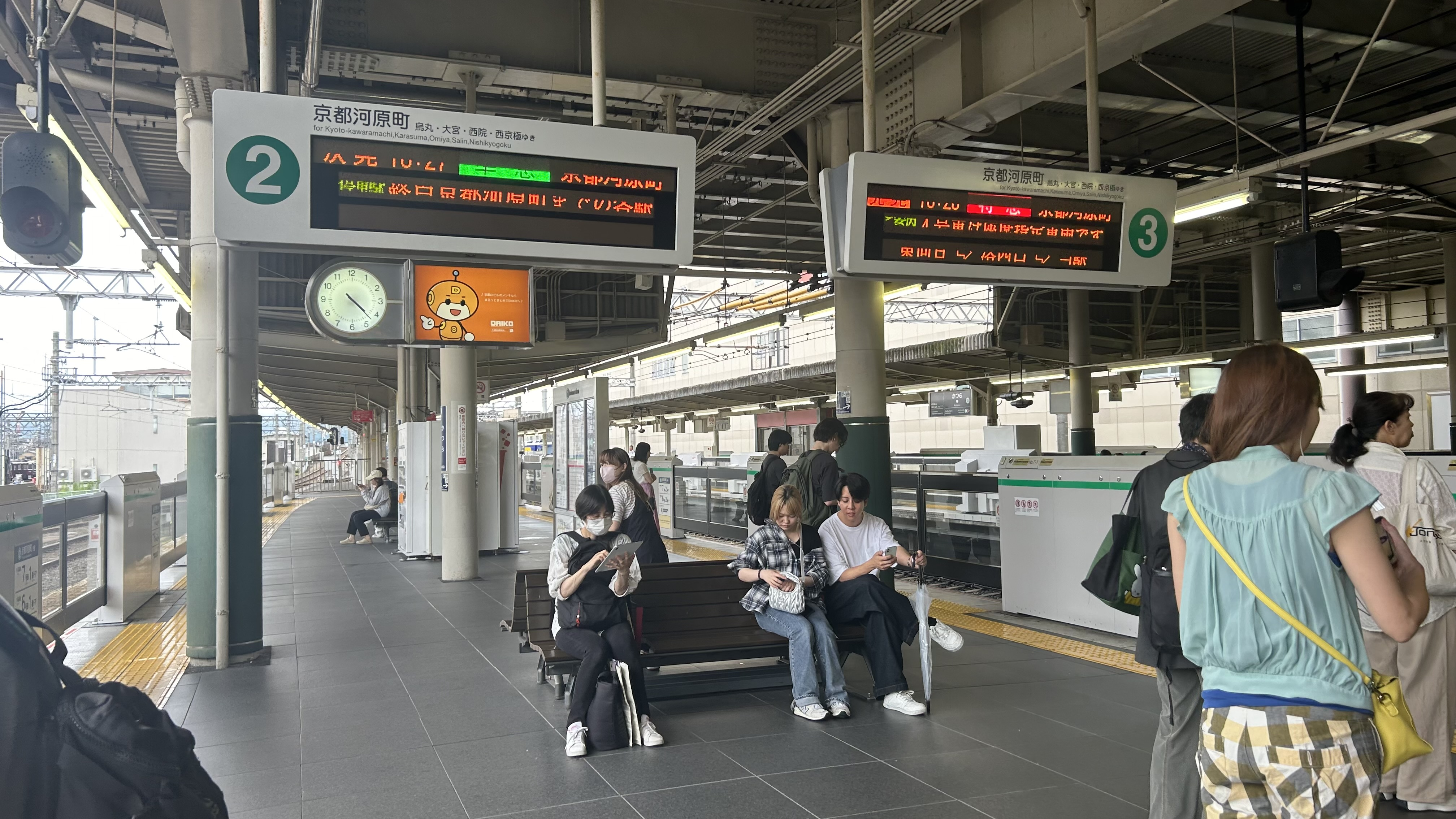
2・3号線ホーム
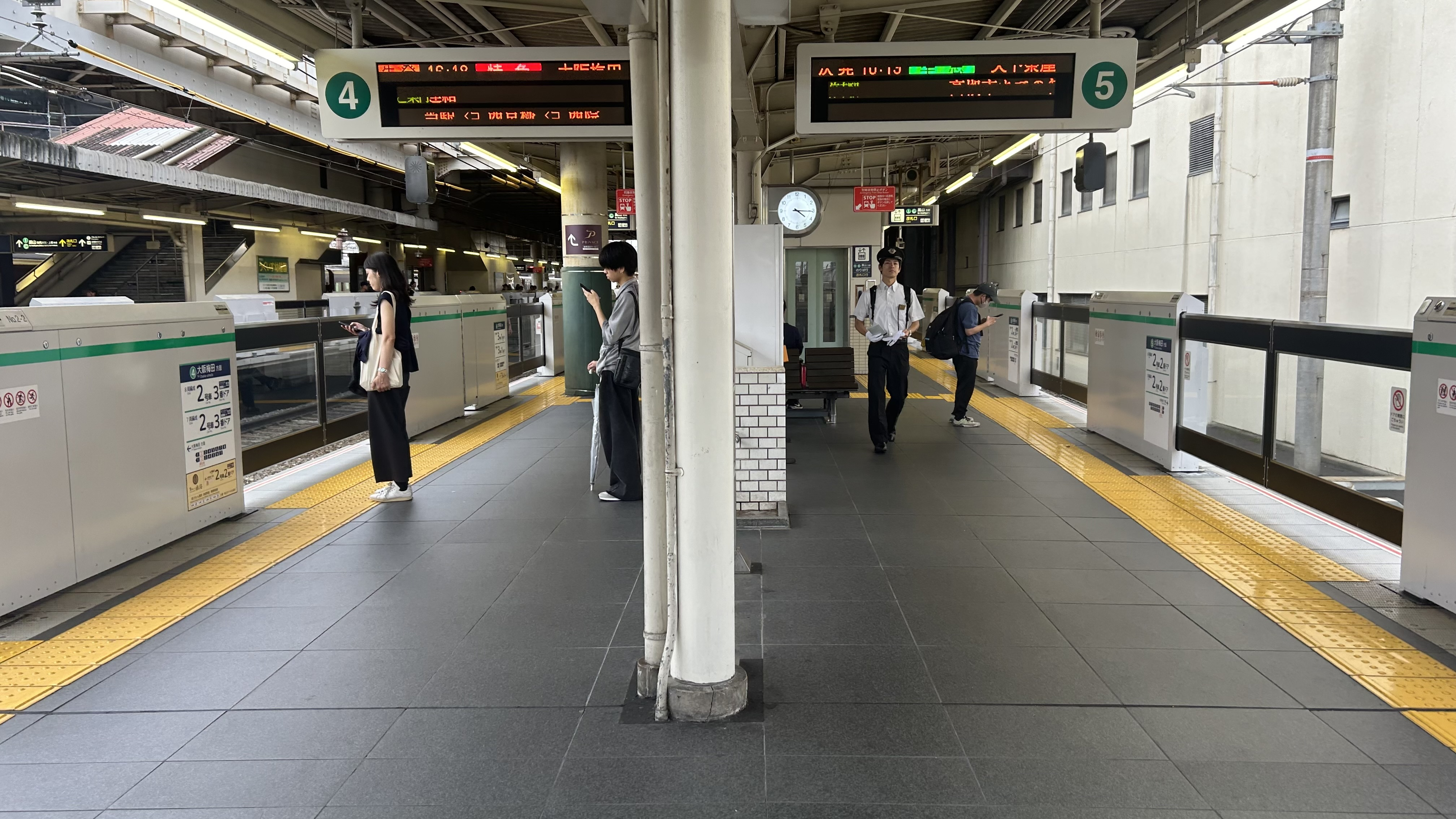
4・5号線ホーム

### 1984年まで
1984年までのホームは島式4面7線で、京都本線の上下線ホームの間に嵐山線のホームが挟まれていた。
駅の北側で京都本線の上り線は嵐山線の下をくぐっており、梅田方面と嵐山方面との直通に適した構造だった。また、改札口は地下通路の東西にあった。
しかし1984年時点で、直通列車は春・秋の臨時急行に留まり、定期運行されておらず、むしろ、京都本線の高速化やホーム有効長の10両編成への延伸の妨げというデメリットも目立っていた。また、1974年に決定した京都市の都市計画で駅前広場の整理なども打ち出された。このため、1982年（昭和57年）から改良工事が始められ、1号線の復旧、6・7号線の撤去などが行われ、現在の形に改められた。6・7号線の跡地には、駅ビルが建てられている。
| 号線 | 路線         | 方向         | 行先                       | 備考                          |
| ---- | ------------ | ------------ | -------------------------- | ----------------------------- |
| C    | 京都本線     | 上り         | 京都（河原町）方面         | 早朝の始発列車                |
| 1    | （線路撤去） | （線路撤去） | （線路撤去）               |                               |
| 2・3 | 京都本線     | 上り         | 京都（河原町）方面         |                               |
| 4・5 | 嵐山線       | 上り         | 嵐山方面                   | 京都本線からの臨時急行は4号線 |
| 6・7 | 京都本線     | 下り         | 大阪（梅田）・動物園前方面 | 嵐山線からの臨時急行は5号線   |

## ダイヤ

### 緩急接続について
日中は当駅で準急と特急の緩急接続が行われている。準急は当駅発車後、上りは京都河原町駅まで、下りは天下茶屋行きは上新庄駅まで、大阪梅田行きは南方駅まで先着する。
朝夕は基本的に緩急接続は行われず、普通・準急と準特急・通勤特急の連絡は長岡天神駅で行われている。これらの停車駅は西京極駅への停車の有無のみであり、当該時間帯の当駅 - 京都河原町駅間は概ね5分前後の間隔で電車が発着している。
深夜時間帯は当駅止まりの普通と急行が連絡する。

### 当駅発着列車について
桂車庫が併設されているため、両方面とも当駅発着の普通が早朝・夜間に設定されている。2007年3月14日改正で平日深夜に従来の急行高槻市行きを延長し、当駅止まりの上り準急を設定したが、2022年12月16日の運転をもって廃止した。
なお人身事故などの障害が当駅以北で発生した場合は大阪梅田駅 - 当駅間で折り返し運転を行うことが多く、特急などの種別でも当駅発着便が設定される。

### その他
2022年12月16日まで平日朝ラッシュ時に運転された、10両編成の快速急行京都河原町行き3本は当駅で大阪梅田方の2両を切り離していた。

## 利用状況
2023年（令和5年）の1日あたりの通年平均乗降人員は38,151人で、阪急全線では17位。

### 阪急電鉄HPより
各年次の乗降人員の推移は下表の通り。
| 年次               | 乗車人員 | 降車人員 | 乗降人員 | 増減率 | 順位 | 出典       |
| ------------------ | -------- | -------- | -------- | ------ | ---- | ---------- |
| 2016年（平成28年） | 22,734   | 22,701   | 45,435   |        | 14位 | [ 阪急 1 ] |
| 2017年（平成29年） |          |          | 45,634   | 0.4%   | 15位 | [ 阪急 2 ] |
| 2018年（平成30年） |          |          | 45,028   | -1.3%  | 15位 | [ 阪急 3 ] |
| 2019年（令和元年） |          |          | 45,103   | 0.2%   | 15位 | [ 阪急 4 ] |
| 2020年（令和02年） |          |          | 33,559   | -25.6% | 14位 | [ 阪急 5 ] |
| 2021年（令和03年） |          |          | 33,370   | -0.6%  | 15位 | [ 阪急 6 ] |
| 2022年（令和04年） |          |          | 35,998   | 7.9%   | 16位 | [ 阪急 7 ] |
| 2023年（令和05年） |          |          | 38,151   | 6.0%   | 17位 |            |

#### 平日限定データ
2007年から2015年までのデータは平日限定となっていた。
| 年次               | 乗車人員 | 降車人員 | 乗降人員 | 増減率 | 順位 | 出典        |
| ------------------ | -------- | -------- | -------- | ------ | ---- | ----------- |
| 2007年（平成19年） | 27,523   | 27,207   | 54,730   |        | 10位 | [ 阪急 8 ]  |
| 2008年（平成20年） | 27,279   | 26,967   | 54,246   | -0.9%  | 10位 | [ 阪急 9 ]  |
| 2009年（平成21年） | 26,126   | 25,889   | 52,015   | -4.1%  | 13位 | [ 阪急 10 ] |
| 2010年（平成22年） | 25,852   | 25,722   | 51,574   | -0.8%  | 14位 | [ 阪急 11 ] |
| 2011年（平成23年） | 25,847   | 25,710   | 51,557   | -0.0%  | 13位 | [ 阪急 12 ] |
| 2012年（平成24年） | 25,755   | 25,655   | 51,410   | -0.3%  | 13位 | [ 阪急 13 ] |
| 2013年（平成25年） | 25,745   | 25,608   | 51,353   | -0.1%  | 14位 | [ 阪急 14 ] |
| 2014年（平成26年） | 25,634   | 25,506   | 51,140   | -0.4%  | 14位 | [ 阪急 15 ] |
| 2015年（平成27年） | 25,430   | 25,261   | 50,691   | -0.9%  | 14位 | [ 阪急 16 ] |

### 府・市の統計書より
各年の利用状況は下表の通り。府の統計書では各年度の乗車人員が、市の統計書では各年次の乗車人員・降車人員が公表されている。
それぞれのデータ（単位：千人）を日数で除した数値を記載している。
| 年度/年次          | 各年度 乗車人員 | 各年次 乗降人員 | 出典          |
| ------------------ | --------------- | --------------- | ------------- |
| 1991年（平成03年） | 32,811          | -               | [ 京都府 1 ]  |
| 1992年（平成04年） | 32,129          | -               | [ 京都府 2 ]  |
| 1993年（平成05年） | 34,836          | -               | [ 京都府 3 ]  |
| 1994年（平成06年） | 33,616          | -               | [ 京都府 4 ]  |
| 1995年（平成07年） | 32,650          | -               | [ 京都府 5 ]  |
| 1996年（平成08年） | 51,353          | -               | [ 京都府 6 ]  |
| 1997年（平成09年） | 34,975          | 65,605          | [ 京都府 7 ]  |
| 1998年（平成10年） | 34,008          | 65,751          | [ 京都府 8 ]  |
| 1999年（平成11年） | 33,303          | 66,797          | [ 京都府 9 ]  |
| 2000年（平成12年） | 32,967          | 65,995          | [ 京都府 10 ] |
| 2001年（平成13年） | 32,701          | 65,482          | [ 京都府 11 ] |
| 2002年（平成14年） | 31,890          | 64,195          | [ 京都府 12 ] |
| 2003年（平成15年） | 31,530          | 63,419          | [ 京都府 13 ] |
| 2004年（平成16年） | 30,929          | 62,227          | [ 京都府 14 ] |
| 2005年（平成17年） | 30,090          | 61,288          | [ 京都府 15 ] |
| 2006年（平成18年） | 29,915          | 59,773          | [ 京都府 16 ] |
| 2007年（平成19年） | 30,434          | 60,463          | [ 京都府 17 ] |
| 2008年（平成20年） | 30,797          | 60,986          | [ 京都府 18 ] |
| 2009年（平成21年） | 27,951          | 57,148          | [ 京都府 19 ] |
| 2010年（平成22年） | 27,293          | 55,567          | [ 京都府 20 ] |
| 2011年（平成23年） | 27,743          | 55,395          | [ 京都府 21 ] |
| 2012年（平成24年） | 28,038          | 55,758          | [ 京都府 22 ] |
| 2013年（平成25年） | 28,389          | 56,556          | [ 京都府 23 ] |
| 2014年（平成26年） | 27,852          | 55,563          | [ 京都府 24 ] |
| 2015年（平成27年） | 28,339          | 56,271          | [ 京都府 25 ] |
| 2016年（平成28年） | 27,606          | 54,942          | [ 京都府 26 ] |
| 2017年（平成29年） | 27,811          | 55,288          | [ 京都府 27 ] |
| 2018年（平成30年） | 27,359          | 54,784          | [ 京都府 28 ] |
| 2019年（令和元年） | 27,213          | 54,467          | [ 京都府 29 ] |
| 2020年（令和02年） | 20,234          | 40,388          | [ 京都府 30 ] |
| 2021年（令和03年） | 21,212          | 42,398          | [ 京都府 31 ] |
| 2022年（令和04年） | 23,030          | 46,166          | [ 京都府 32 ] |

## 駅周辺

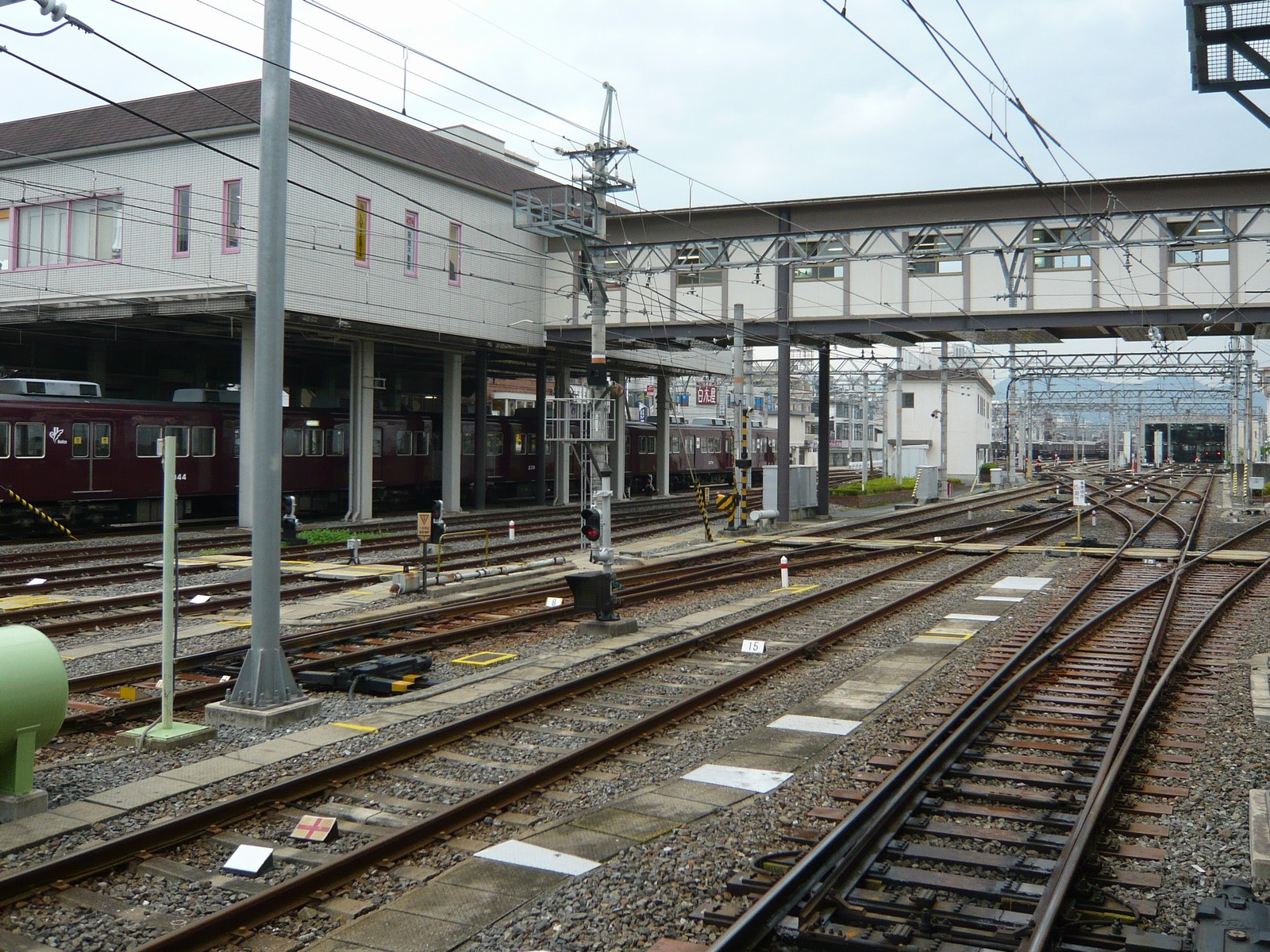
桂車庫（2007年8月）

東西共に住宅街が広がり、駅前にバスターミナルが整備されている。
駅南側で線路と京都府道142号沓掛西大路五条線（旧・山陰街道）が交差する川岡踏切などは両側を道路に挟まれている。
- 桂車庫
- 桂離宮 - 当駅から直線距離600メートル程。
- 地蔵寺 - 京都六地蔵めぐりの寺のひとつ。
- 西本願寺桂別院
- 吉祥山阿弥陀寺
- 冷聲院
- 三ノ宮神社
- 京都桂温泉
- 革嶋春日神社
- F MART（旧・ポロロッカ食品館）
- 京都桂西口郵便局
- 京都桂郵便局
- 京都川島郵便局
- 京都桂上豆田郵便局
- 京都銀行
- 京都信用金庫
- 滋賀銀行
- 西京図書館
- 京都市立桂小学校
- 京都市立桂東小学校
- 京都市立川岡小学校
- 京都府道139号桂停車場線
- 京都府道142号沓掛西大路五条線
- 桂川街道
- 三菱京都病院

### MEW阪急桂
MEW阪急桂（ミューはんきゅうかつら）は、桂駅と直結している商業施設である。
駅の東側に建つ駅ビルは「イースト」、駅の改札口とを結ぶペデストリアンデッキに入居している店舗群は「ウエスト」というゾーン名で区分されている。
イーストには京都市証明書発行センター、有料駐輪場のほか、ブックファースト、マツモトキヨシ、食品スーパーフレスコなどが出店し、ウエストには菓匠 千鳥屋、阪急ハウジングプラザ桂などが出店している。全店舗の一覧・詳細情報は公式サイト「フロアガイド」を参照のこと。
その他にも駅に付随するテナントとして、ローソン、花屋、菓子屋、総菜店、宝くじ売り場がある。駐輪場については駅周辺にも京都市営の施設が数箇所にある。

## バス路線
駅の西口・東口両側にロータリーが整備されており、京都市営バスと京阪京都交通が乗り入れている。停留所名はそれぞれ「桂駅西口」「桂駅東口」。ロータリーは東口の方がやや小規模。
西口は市バスが、東口は京阪京都交通が主に発着するが、両社とも駅両側に路線網を有する。ここでは社局ごとに記述する。

### 京都市営バス
西口には洛西ニュータウン・桂坂など市最西部へ、東口にはそれ以外の方面へ向かう路線が主に発着。
| のりば | のりば | 系統・行先                       | 備考                         |
| ------ | ------ | -------------------------------- | ---------------------------- |
| 西口   | 1      | 西1系統：洛西バスターミナル      | 東森林町経由                 |
| 西口   | 1      | 西5系統：桂坂中央                | 森林センター・西桂坂経由     |
| 西口   | 1      | 西6系統：桂坂中央                | 京大桂キャンパス・西桂坂経由 |
| 西口   | 2      | 西2系統：洛西バスターミナル      | 西竹の里町経由               |
| 西口   | 3      | 西3系統：洛西バスターミナル      | 南福西町経由                 |
| 西口   | 3      | 特西3系統：洛西バスターミナル    | 南福西町・東森林町経由       |
| 西口   | 3      | 西8系統：洛西バスターミナル      | 南福西町・新林センター前経由 |
| 東口   | 1      | 33・特33系統：洛西バスターミナル | 三ノ宮経由                   |
| 東口   | 1      | 70系統：太秦天神川駅             |                              |
| 東口   | 1      | 南1系統：竹田駅西口              |                              |
| 東口   | 1      | 特南1系統：久世工業団地          |                              |
| 東口   | 2      | 33系統：京都駅                   |                              |
| 東口   | 2      | 特33系統：京都駅                 | 1日4本のみ。東側町経由       |
| 東口   | 2      | 69号系統：二条駅西口             |                              |
| 東口   | 2      | 特南1系統：桂高校前              |                              |

### 京阪京都交通
| のりば | のりば | 路線名                                    | 系統・行先                              | 備考                                                    |
| ------ | ------ | ----------------------------------------- | --------------------------------------- | ------------------------------------------------------- |
| 東口   | 1      |                                           | 2・14・28A・28B系統：京都駅             | 東側町経由                                              |
| 東口   | 1      |                                           | 15・26・26B系統：京都駅                 | 桂小橋経由                                              |
| 東口   | 1      | 京都先端科学大学線                        | 58・62系統：京都先端科学大学            | 直行。大学授業に合わせ運行                              |
| 東口   | 1      | 明治国際医療大学線                        | 77系統：明治国際医療大学                | 直行。大学授業に合わせ運行（平日午前2本のみ）           |
| 東口   | 2      | 国道線                                    | 1・2系統：JR亀岡駅南口/保津川下り乗船場 | 日中のみ保津川下り乗船場行き（保津川下り休業日を除く）  |
| 東口   | 2      | 大原野線                                  | 13・14・17系統：長峰                    |                                                         |
| 東口   | 2      | イオンモール京都桂川線                    | 15系統：JR桂川駅前                      | 牛ケ瀬経由                                              |
| 東口   | 2      | 桂坂線                                    | 28A系統：京都成章高校                   | 平日3本・土休日2本（いずれも朝）のみ                    |
| 東口   | 2      | 桂坂線                                    | 25B系統：京都成章高校                   | 土休日のみ運行、三ノ宮街道経由                          |
| 東口   | 2      | 17・17B・快速24B・25B・29系統：JR桂川駅前 |                                         |                                                         |
| 東口   | 3      | 洛西線                                    | 10系統：洛西バスターミナル              | 土休日1本のみ運行                                       |
| 東口   | 3      | 大原野線                                  | 13B・17B系統：長峰                      | 桂坂口経由、本数わずか                                  |
| 東口   | 3      | 桂坂線                                    | 26・29系統：桂坂中央                    |                                                         |
| 東口   | 3      | 桂坂線                                    | 26B系統：桂イノベーションパーク前       |                                                         |
| 東口   | 3      | 桂坂線                                    | 25A系統：京都成章高校                   | 当停留所始発、三ノ宮街道経由。学休日除く平日朝に3本運行 |
| 東口   | 3      | 桂坂線                                    | 直行25A系統：京都成章高校               | ノンストップ、学休日除く平日朝に3本運行                 |
| 西口   | 1      | 桂坂線                                    | 20系統：桂坂中央                        | 三ノ宮街道・京大桂経由                                  |
| 西口   | 1      | 桂坂線                                    | 20B系統：桂坂中央                       | 三ノ宮街道・京大桂・西桂坂経由                          |

## その他の特記事項
- 西京極駅の現駅舎（1988年に改築）は、当駅の旧駅舎（末期のもの）を模倣したデザインにされている[2]。

## 隣の駅

### 阪急電鉄
■京都本線
■快速特急
淡路駅 (HK-63) - 桂駅 (HK-81) - 烏丸駅 (HK-85)
■特急
長岡天神駅 (HK-77) - 桂駅 (HK-81) - 烏丸駅 (HK-85)
■通勤特急（平日のみ）・■準特急
長岡天神駅 (HK-77) - 桂駅 (HK-81) - 西院駅 (HK-83)
■急行（下り大阪梅田行きは平日のみ、当駅から京都河原町までは各駅に停車）
長岡天神駅 (HK-77) - 桂駅 (HK-81) - 西京極駅 (HK-82)
■準急・■普通
洛西口駅 (HK-80) - 桂駅 (HK-81) - 西京極駅 (HK-82)
■嵐山線（全列車が各駅に停車）
桂駅 (HK-81) - 上桂駅 (HK-96)

### 記事本文